# Rivne (Consejo del pueblo Yevhenivka)
Rivne (Consejo del pueblo Yevhenivka) (ucraniano: Рівне (Євгенівська сільська рада)) es un pueblo del Raión de Bolhrad en el Óblast de Odesa de Ucrania. Según el censo de 2001, tiene una población de 478 habitantes.